# Urban Klavzar
Urban Klavžar (Liubliana, Eslovenia, 27 de mayo de 2004) es un jugador de baloncesto esloveno. Con 1,86 metros de estatura juega en la posición de base en el Grupo Alega Cantabria CBT de la LEB Oro.

## Biografía
Klavžar nació en Liubliana y es un jugador formado en el Helios Suns. En 2018, con apenas 14 años disputó el Europeo Sub-16 con Eslovenia. Klavžar fue el único jugador de la generación de 2004 en todo el torneo y acabó cómo segundo máximo anotador (11,9 puntos) y asistente (2,1) de su selección.
El 24 de agosto de 2018, firmó por el Real Madrid y se incorporó al Cadete B del conjunto blanco.
En la temporada 2020-21 Klavžar forma parte del equipo junior del Real Madrid.
El 23 de diciembre de 2021, hizo su debut profesional en Euroliga en una victoria por 71-65 sobre PBC CSKA Moscú, anotando 10 puntos en 23 minutos de partido.
El 9 de julio de 2022, firma por el UCAM Murcia CB de la Liga Endesa por una temporada y dos más opcionales.
El 24 de julio de 2023, se anuncia su cesión al Grupo Alega Cantabria CBT de la LEB Oro.
El 11 de julio de 2024, anuncia su desvinculación de UCAM Murcia CB.